# Ciclisme als Jocs Olímpics d'estiu de 2012 - Velocitat individual masculina
La prova de Velocitat individual masculina dels Jocs Olímpics de Londres del 2012 es va disputar entre el 4 i 6 agost al London Velopark.
Aquest prova de ciclisme en pista consta de nombroses rondes a superar. La competició comença amb una ronda preliminar en què els ciclistes han de recórrer 200 metres en el menor temps possible, sent la sortida llançada. Els primers 18 ciclistes es classifiquen pels 1/16 de final. En aquesta nova eliminatòria els ciclistes s'enfronten contra un altre, sent 9 les curses a disputar. Els guanyadors passen a 1/8 de final, mentre que els nou perdedors participen en la primera sèrie de repesca, en la qual els ciclistes es distribueixen en tres sèries, passant els vencedors a 1/8 de final.
Els dotze ciclistes que queden participen en la sèrie d'1/8 de final, enfrontant-se altra vegada un contra un altre. Els sis guanyadors passen a quarts de final, i amb els sis perdedors es fa una segona repesca. Aquesta sèrie de repesca també consta de 3 ciclistes per sèrie, sent els dos vencedors els que passen a quarts de final.
A partir de quarts de finals els enfrontaments directes passen a ser al millor de 3 curses, desapareixent les repesques. La classificació per a les posicions 5 a 12 es fan a una sola cursa.

## Medallistes
| Or                | Plata               | Bronze              |
| Jason Kenny (GBR) | Grégory Baugé (FRA) | Shane Perkins (AUS) |

## Resultats

### Qualificació
| Posició | Ciclista                  | Temps  | Velocitat mitjana(km/h) |
| ------- | ------------------------- | ------ | ----------------------- |
| 1       | Jason Kenny (GBR)         | 9.713  | 74.127                  |
| 2       | Grégory Baugé (FRA)       | 9.952  | 72.347                  |
| 3       | Shane Perkins (AUS)       | 9.987  | 72.093                  |
| 4       | Robert Förstemann (GER)   | 10.072 | 71.485                  |
| 5       | Denís Dmítriev (RUS)      | 10.088 | 71.371                  |
| 6       | Hersony Canelón (VEN)     | 10.123 | 71.125                  |
| 7       | Seiichiro Nakagawa (JPN)  | 10.144 | 70.977                  |
| 8       | Zhang Miao (CHN)          | 10.155 | 70.901                  |
| 9       | Eddie Dawkins (NZL)       | 10.201 | 70.581                  |
| 10      | Njisane Phillip (TRI)     | 10.202 | 70.574                  |
| 11      | Azizulhasni Awang (MAS)   | 10.226 | 70.408                  |
| 12      | Jimmy Watkins (USA)       | 10.247 | 70.264                  |
| 13      | Pavel Kelemen (CZE)       | 10.311 | 69.828                  |
| 14      | Damian Zielinski (POL)    | 10.323 | 69.747                  |
| 15      | Bernard Esterhuizen (RSA) | 10.350 | 69.565                  |
| 16      | Hodei Mazquiaran (ESP)    | 10.604 | 67.898                  |
| 17      | Zafeiris Volikakis (GRE)  | 10.663 | 67.523                  |

### Primera ronda
| Nom                      | Temps         | Velocitat mitjana(km/h) |
| ------------------------ | ------------- | ----------------------- |
| Grégory Baugé (FRA)      | Winner by DSQ | Winner by DSQ           |
| Zafeiris Volikakis (GRE) |               |                         |

| Nom                       | Temps  | Velocitat mitjana(km/h) |
| ------------------------- | ------ | ----------------------- |
| Robert Förstemann (GER)   | 11.100 | 64.864                  |
| Bernard Esterhuizen (RSA) |        |                         |

| Nom                   | Temps  | Velocitat mitjana(km/h) |
| --------------------- | ------ | ----------------------- |
| Hersony Canelón (VEN) |        |                         |
| Pavel Kelemen (CZE)   | 10.840 | 66.420                  |

| Nom                     | Temps  | Velocitat mitjana(km/h) |
| ----------------------- | ------ | ----------------------- |
| Zhang Miao (CHN)        |        |                         |
| Azizulhasni Awang (MAS) | 10.473 | 68.748                  |

| Nom                    | Temps  | Velocitat mitjana(km/h) |
| ---------------------- | ------ | ----------------------- |
| Shane Perkins (AUS)    | 10.722 | 67.151                  |
| Hodei Mazquiaran (ESP) |        |                         |

| Nom                    | Temps  | Velocitat mitjana(km/h) |
| ---------------------- | ------ | ----------------------- |
| Denís Dmítriev (RUS)   | 10.690 | 67.352                  |
| Damian Zielinski (POL) |        |                         |

| Nom                      | Temps  | Velocitat mitjana(km/h) |
| ------------------------ | ------ | ----------------------- |
| Seiichiro Nakagawa (JPN) |        |                         |
| Jimmy Watkins (USA)      | 10.399 | 69.237                  |

| Nom                   | Temps  | Velocitat mitjana(km/h) |
| --------------------- | ------ | ----------------------- |
| Eddie Dawkins (NZL)   |        |                         |
| Njisane Phillip (TRI) | 10.221 | 70.443                  |

### Primera repesca
| Nom                   | Temps  | Velocitat mitjana(km/h) |
| --------------------- | ------ | ----------------------- |
| Hersony Canelón (VEN) | 10.439 | 68.972                  |
| Eddie Dawkins (NZL)   |        |                         |

| Nom                      | Temps  | Velocitat mitjana(km/h) |
| ------------------------ | ------ | ----------------------- |
| Seiichiro Nakagawa (JPN) | 10.792 | 66.716                  |
| Damian Zielinski (POL)   |        |                         |

| Nom                       | Temps  | Velocitat mitjana(km/h) |
| ------------------------- | ------ | ----------------------- |
| Bernard Esterhuizen (RSA) | 10.762 | 66.902                  |
| Hodei Mazquiaran (ESP)    |        |                         |
| Zhang Miao (CHN)          |        |                         |

### Segona ronda
| Nom                       | Temps  | Velocitat mitjana(km/h) |
| ------------------------- | ------ | ----------------------- |
| Jason Kenny (GBR)         | 10.363 | 69.477                  |
| Bernard Esterhuizen (RSA) |        |                         |

| Nom                   | Temps  | Velocitat mitjana(km/h) |
| --------------------- | ------ | ----------------------- |
| Shane Perkins (AUS)   | 10.978 | 65.585                  |
| Hersony Canelón (VEN) | REL    | REL                     |

| Nom                     | Temps  | Velocitat mitjana(km/h) |
| ----------------------- | ------ | ----------------------- |
| Denís Dmítriev (RUS)    | 10.278 | 70.052                  |
| Azizulhasni Awang (MAS) |        |                         |

| Nom                      | Temps  | Velocitat mitjana(km/h) |
| ------------------------ | ------ | ----------------------- |
| Grégory Baugé (FRA)      | 10.490 | 68.636                  |
| Seiichiro Nakagawa (JPN) |        |                         |

| Nom                     | Temps  | Velocitat mitjana(km/h) |
| ----------------------- | ------ | ----------------------- |
| Robert Förstemann (GER) |        |                         |
| Njisane Phillip (TRI)   | 10.467 |                         |

| Nom                 | Temps  | Velocitat mitjana(km/h) |
| ------------------- | ------ | ----------------------- |
| Pavel Kelemen (CZE) |        |                         |
| Jimmy Watkins (USA) | 10.511 | 68.499                  |

### Segona repesca
| Nom                       | Temps  | Velocitat mitjana(km/h) |
| ------------------------- | ------ | ----------------------- |
| Bernard Esterhuizen (RSA) |        |                         |
| Robert Förstemann (GER)   | 10.881 | 66.170                  |
| Pavel Kelemen (CZE)       |        |                         |

| Nom                      | Temps  | Velocitat mitjana(km/h) |
| ------------------------ | ------ | ----------------------- |
| Seiichiro Nakagawa (JPN) |        |                         |
| Hersony Canelón (VEN)    |        |                         |
| Azizulhasni Awang (MAS)  | 10.456 | 68.859                  |

### Classificació per la 9a a la 12a posició
| Nom                       | Temps  | Velocitat mitjana(km/h) | Posició |
| ------------------------- | ------ | ----------------------- | ------- |
| Seiichiro Nakagawa (JPN)  | 10.950 | 65.753                  | 9       |
| Pavel Kelemen (CZE)       |        |                         | 10      |
| Bernard Esterhuizen (RSA) |        |                         | 11      |
| Hersony Canelón (VEN)     |        |                         | 12      |

### Quarts de final
| Nom                     | Temps (Cursa 1) | Temps (Cursa 2) |
| ----------------------- | --------------- | --------------- |
| Jason Kenny (GBR)       | 10.433          | 10.030          |
| Azizulhasni Awang (MAS) |                 |                 |

| Nom                     | Temps (Cursa 1) | Temps (Cursa 2) |
| ----------------------- | --------------- | --------------- |
| Grégory Baugé (FRA)     | 10.472          | 10.300          |
| Robert Förstemann (GER) |                 |                 |

| Nom                 | Temps (Cursa 1) | Temps (Cursa 2) |
| ------------------- | --------------- | --------------- |
| Shane Perkins (AUS) | 10.520          | 10.263          |
| Jimmy Watkins (USA) |                 |                 |

| Nom                   | Temps (Cursa 1) | Temps (Cursa 2) |
| --------------------- | --------------- | --------------- |
| Njisane Phillip (TRI) | 10.545          | 10.300          |
| Denís Dmítriev (RUS)  |                 |                 |

### Classificació per la 5a a 8a posició
| Nom                     | Temps  | Velocitat mitjana(km/h) | Posició |
| ----------------------- | ------ | ----------------------- | ------- |
| Denís Dmítriev (RUS)    | 10.340 | 69.632                  | 5       |
| Jimmy Watkins (USA)     |        |                         | 6       |
| Robert Förstemann (GER) |        |                         | 7       |
| Azizulhasni Awang (MAS) |        |                         | 8       |

### Semifinals
| Nom                   | Temps (Cursa 1) | Temps (Cursa 2) |
| --------------------- | --------------- | --------------- |
| Jason Kenny (GBR)     | 10.159          | 10.166          |
| Njisane Phillip (TRI) |                 |                 |

| Nom                 | Temps (Cursa 1) | Temps (Cursa 2) |
| ------------------- | --------------- | --------------- |
| Grégory Baugé (FRA) | 10.358          | 10.268          |
| Shane Perkins (AUS) |                 |                 |

### Finals
Els vencedors de les semifinals s'enfronten entre ells per decidir qui es fa amb la medalla d'or, i els perdedors ho fan pel bronze. Cada enfrontament és al millor de tres curses.
Cursa per la medalla de bronze
| Nom                   | Temps (Cursa 1) | Temps (Cursa 2) | Posició |
| --------------------- | --------------- | --------------- | ------- |
| Njisane Phillip (TRI) |                 |                 | 4       |
| Shane Perkins (AUS)   | 10.489          | 10.297          | 3       |

Cursa per la medalla d'or
| Nom                 | Temps (Cursa 1) | Temps (Cursa 2) | Posició |
| ------------------- | --------------- | --------------- | ------- |
| Jason Kenny (GBR)   | 10.232          | 10.308          | 1       |
| Grégory Baugé (FRA) |                 |                 | 2       |